# اچ‌ام‌سی‌اس میکماک (آر۱۰)
اچ‌ام‌سی‌اس میکماک (آر۱۰) (به انگلیسی: HMCS Micmac (R10)) یک کشتی بود که طول آن 355.5' between perpendiculars, 366.6' at waterline, 377' overall بود. این کشتی در سال ۱۹۴۳ ساخته شد.